# 手部
手部（しゅぶ）は、漢字を部首により分類したグループの一つ。
康熙字典214部首では64番目に置かれる（4画の4番目）。

## 概要
「手」の字は手を意味し、五指と手首の形に象る。
偏旁の意符としては手の部分や形状、手の動作などに関することを示す。左の偏に置かれるときは、「扌」の形になる。
手部は上記のような意符を構成要素とする漢字を収める。
片仮名の「オ」は、「才」や偏にきたときの「手」とほぼ同じ形であるが、「オ」は「於」を崩したものの一部から造られた字であるため「才」や偏にきたときの「手」とは一切無関係である。

## 部首の通称
- 日本：て・てへん
- 中国：手字底・提手旁
- 韓国：손수부（son su bu、ての手部）• 재방변 (jae bang byeon、才傍偏) (*手の字が偏部になると、才の字に似たようになることから)
- 英米：Hand radical
- ベトナム語：Bộ Thủ

## 部首字

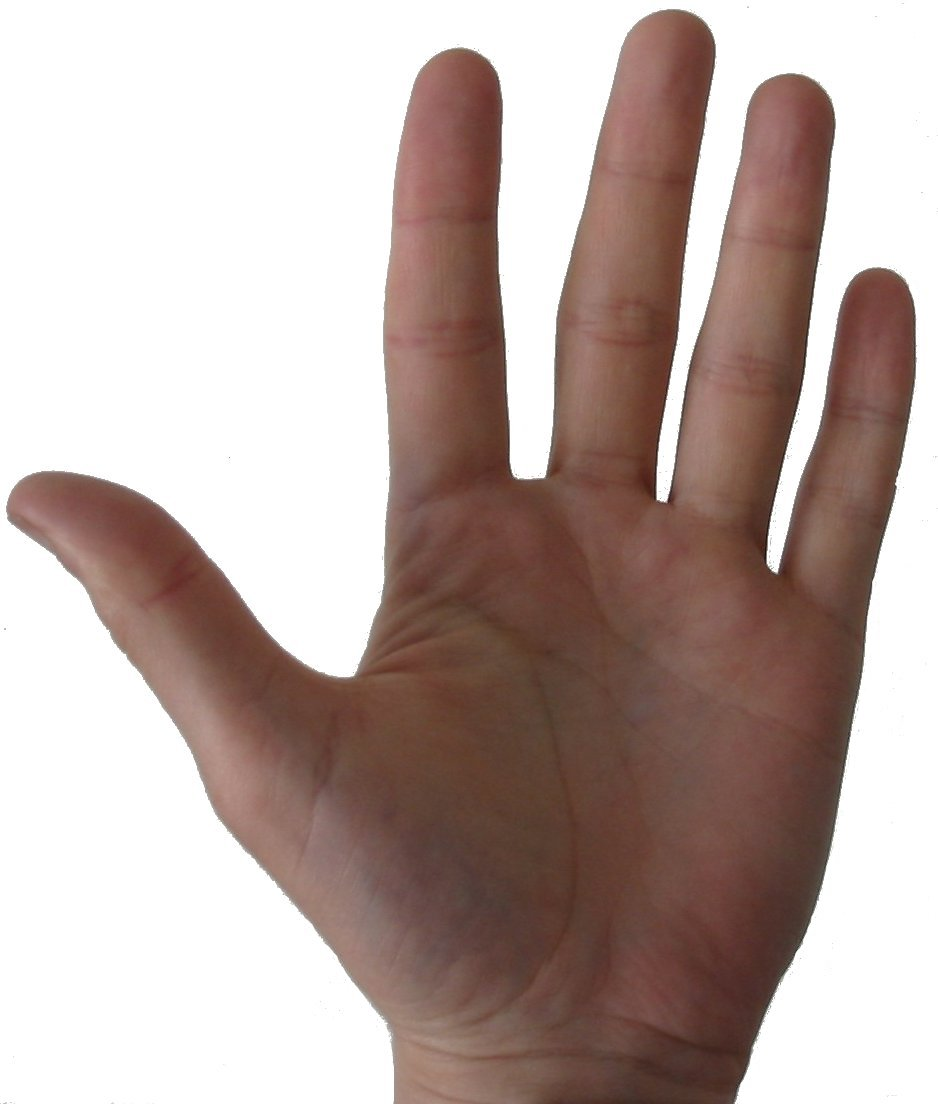
手
- 広韻 - 書九切、有韻
- 詩韻 - 有韻、平上去入声
- 三十六字母 - 審母三等
- 日本語 - 音：シュウ（シウ）（漢音）・シュ（呉音） 訓：て
- 中国語 - ピンイン：shǒu 注音：ㄕㄡˇ ウェード式：shou 3
- 朝鮮語 - 音：수(su) 訓：손（son、て）

金文
大篆
小篆

## 例字
- 手・承・擧（挙）・拳・拿・掌・掣・撃・摯・擘・攀・攣・𢺋
- 才・打・扱・托・扨・抗・拂（払）・折・抜・押・捨・拾・技・抉・把・授・握・抵・拠・投・担・捕・採・操・攪・攫・攬・攞・播・㩳

### 最大画数
𢺴